# Enrique XIV de Baviera
Enrique XIV de Baviera (Landshut, 29 de septiembre de 1305 - 1 de septiembre de 1339) fue duque de la Baja Baviera (también llamado Enrique II).

## Familia
Enrique nació en Landshut, hijo de Esteban I de Baviera, y de Judith Swidnica. Sus abuelos maternos eran el duque Bolko I de Jawor y Swidnica y Beatriz de Brandeburgo.
Bolko era un hijo de Boleslao II el Calvo y su primera esposa Eduviges de Anhalt. Beatriz era hija del margrave Otón V de Brandeburgo-Salzwedel y Jutta de Hennenberg.

## Biografía
Después de la muerte de su padre se convirtió en duque de Baja Baviera, junto con su hermano Otón IV, bajo la tutela de Luis IV de Baviera, emperador del Sacro Imperio. Enrique apoyó a Luis contra Federico I el Hermoso y se convirtió en candidato a la corona alemana, cuando Luis consideró temporalmente su dimisión en 1333.
Los conflictos con su hermano Otón IV (muerto en 1334) y su primo Enrique XV de Baviera en la partición de sus tierras empeoraron la relación entre el emperador y Enrique XIV, que se alió con su suegro Juan I de Bohemia, a quien acompañó en 1336/37 en un viaje a Prusia. Algunos meses después de la reconciliación con Luis IV en febrero de 1339 Enrique murió de lepra y fue sucedido por su hijo Juan I de Baviera.

## Matrimonio
El 12 de agosto de 1328, Enrique se casó con Margarita de Bohemia, hija de Juan I de Bohemia y de Isabel de Bohemia (1292-1330). Tuvieron dos hijos:
1. Juan I de Baviera (29 de noviembre de 1329 - 20 de diciembre de 1340).
2. Enrique de Wittelsbach (1330). Murió en el año de su nacimiento.

Un hijo ilegítimo llamado Eberardo también se menciona en las genealogías. Nada se sabe de su madre y vida posterior.